# Żagań (Landgemeinde)
Die Gmina Żagań [ˈɡmina ˈʒagaɲ] ist eine Landgemeinde im Powiat Żagański der Woiwodschaft Lebus in Polen. Verwaltungssitz der Gemeinde ist die namensgebende Stadt Żagań (deutsch Sagan), die der Gemeinde jedoch nicht angehört.
Mit 281,1 km² nimmt die Gemeinde ein knappes Viertel des Landkreises ein (24,8 %), hat mit etwa 7300 Einwohnern jedoch nicht einmal ein Zehntel von dessen Bevölkerung.

## Geografie

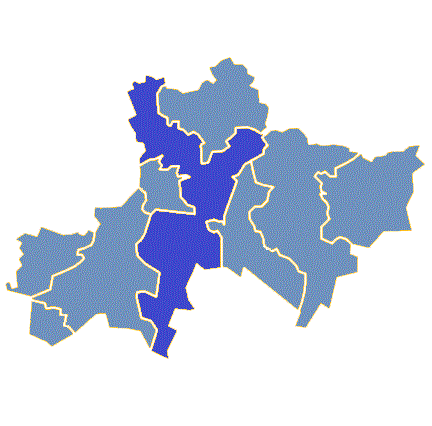
Lage der Gmina Żagań im gleichnamigen Powiat

Żagań und die umgebenden Ortschaften liegen im Norden der historischen Region Niederschlesien. Die Gmina Żagań befindet sich im Zentrum des Powiats Żagań und reicht y-formig an dessen Nord- und Südgrenzen. Sie umschließt die Kreisstadt Żagań im Norden, Osten und Süden. An der ostsüdöstlichen Kreis- und Gemeindegrenze mit Osiecznica mündet der von Südwesten kommende Queis in den nach Nordwesten fließenden Bober.
Umgebende Gemeinden sind Nowogród Bobrzański im Norden, Brzeźnica im Nordosten, Szprotawa und Małomice im Osten, Osiecznica im Süden, Iłowa, die Stadt Żagań und die Landgemeinde Żary im Westen.
Der Großteil der Siedlungsorte in der Gemeinde liegt nördlich und östlich der Stadt, der Süden hingegen wird durch den zur Niederschlesischen Heide gehörenden Saganer Wald geprägt, durch den die Autostrada A18 verläuft.

## Gliederung
Die Gemeinde besteht aus 15 Schulzenämtern, deutsche Namen in Klammern:
- Bożnów (Eckersdorf)
- Bukowina Bobrzańska (Buchwald b. Sagan)
- Chrobrów (Petersdorf)
- Dzietrzychowice (Dittersbach) mit Marysin (Marienthal)
- Gorzupia (Gladisgorpe) mit Dybów (Diebau) und Gorzupia Dolna (Nieder Gorpe)
- Jelen (Hirschfeldau)
- Łozy (Loos)
- Miodnica (Mednitz) mit Gryżyce (Greisitz)
- Nieradza (Charlottenthal) mit Kocin (Klein Kothau)
- Pożarów (Brennstadt)
- Rudawica (Eisenberg) mit Pruszków (Kaltdorf) und Puszczyków
- Stara Kopernia (Küpper)
- Stary Żagań (Altkirch, vormals Alt Sagan)
- Tomaszowo
- Trzebów (Tschiebsdorf) mit Dobre nad Kwisą (Dober-Pause)

## Geschichte
Durch die Westverschiebung Polens nach dem Zweiten Weltkrieg wurde die Region polnisches Staatsgebiet. Am 28. Juni 1946 wurde die Gemeinde Dzietrzychowice als Teil des Powiats Żagań der neugeschaffenen Woiwodschaft Breslau und 1950 der Woiwodschaft Grünberg zugeordnet.
Ab dem 1. Juli 1952 bestand die Gemeinde aus 11 Ortsteilen: Bukowina Bobrzańska, Chrobrów, Dzietrzychowice, Jabłonów, Jelenin, Kącik, Kocin, Marysin, Pożarów, Stara Kopernia und Stary Żagań. Infolge der Abschaffung der Gemeinden wurde sie 1954 aufgelöst. Bei der Wiedereinführung der Gemeinden wurde die Gemeinde Dzietrzychowice 1972 nicht wiedergegründet, stattdessen kamen die meisten Orte zur neugebildeten Gmina Żagań, Jabłonów (Schönbrunn) kam zur Gemeinde Brzeźnica.

## Fotoimpressionen

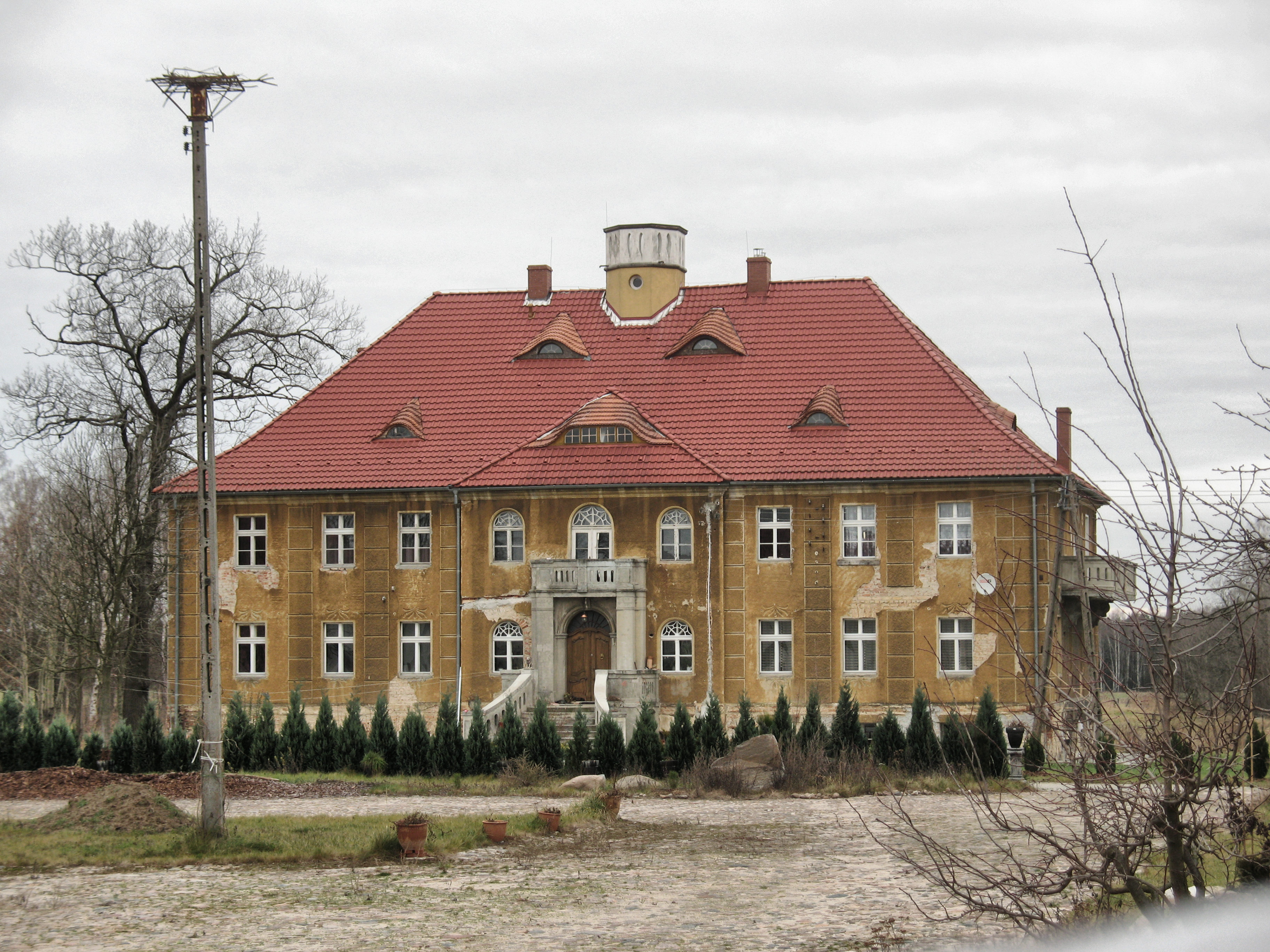
Schloss des Gutes in Dybów
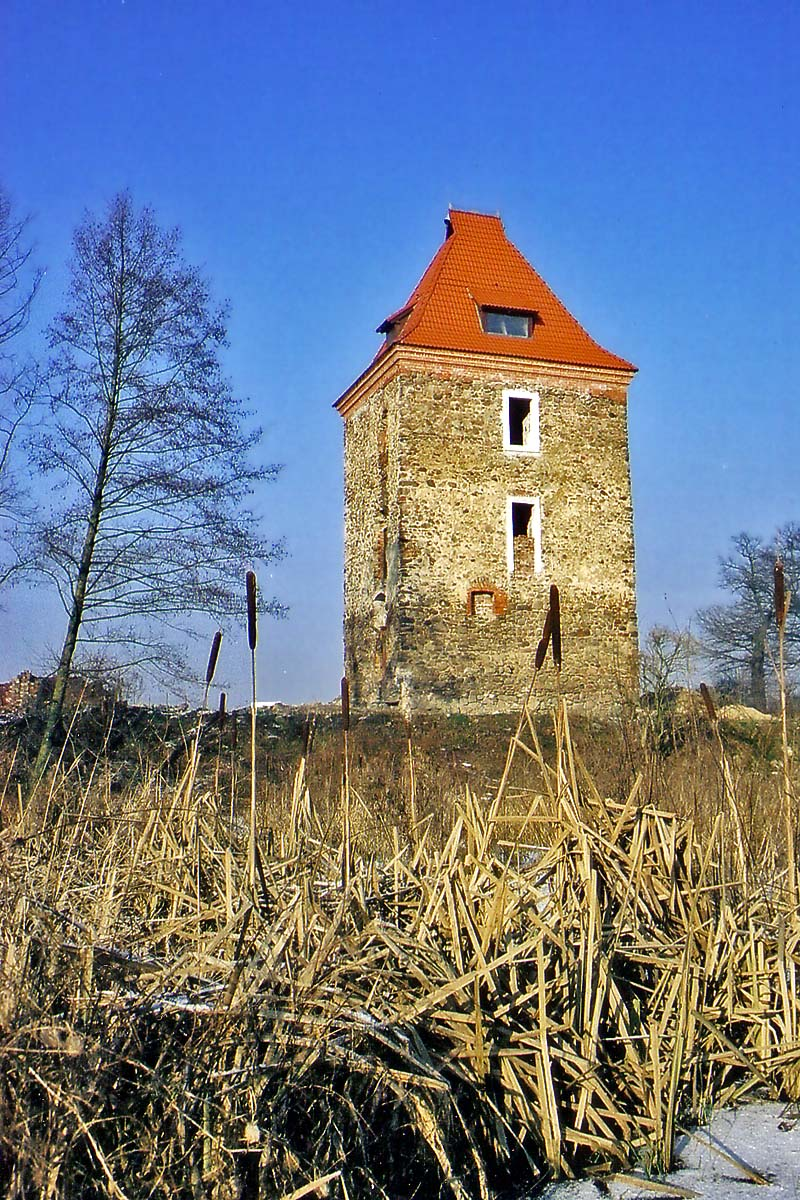
Wohnturm in Dzietrzychowice
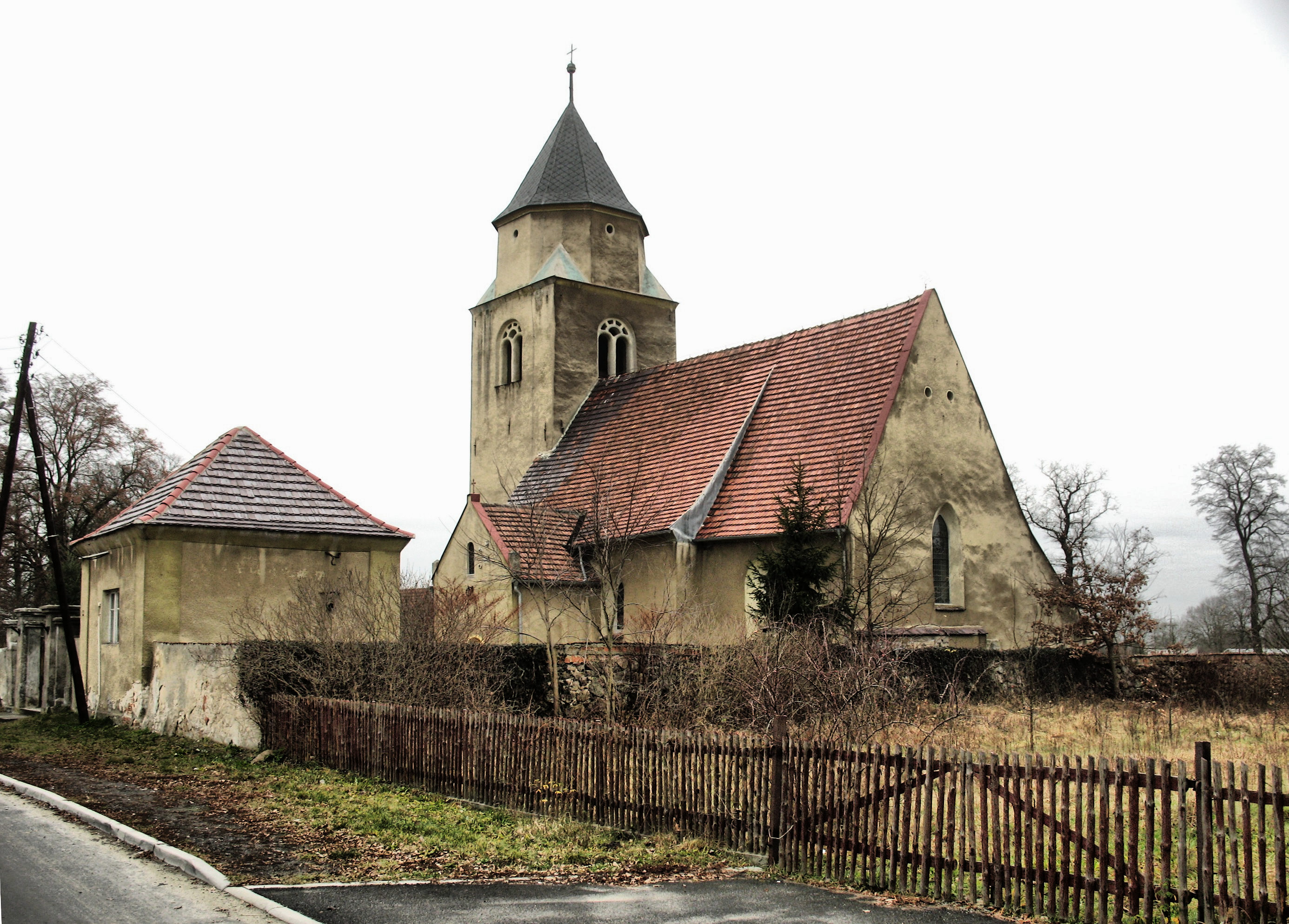
Kirche in Gorzupia Dolna
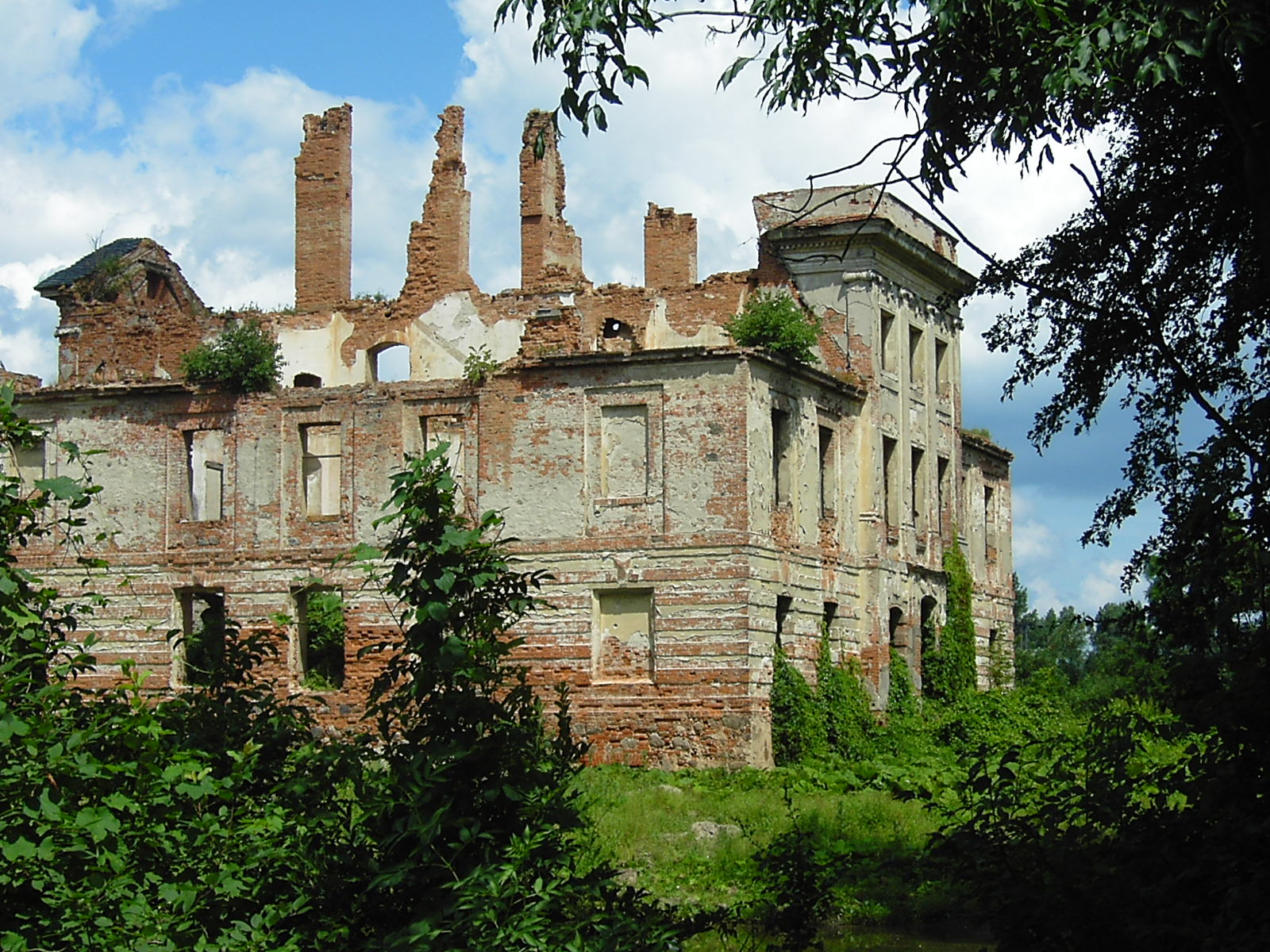
Ruine des Schlosses in Jelenin
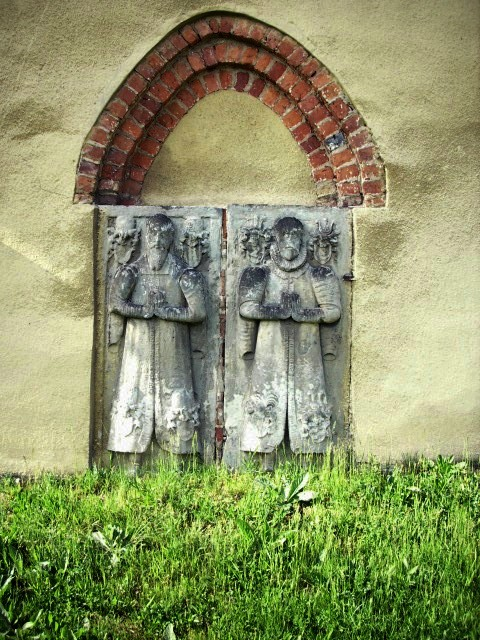
Epitaphe an der Kirche in Miodnica
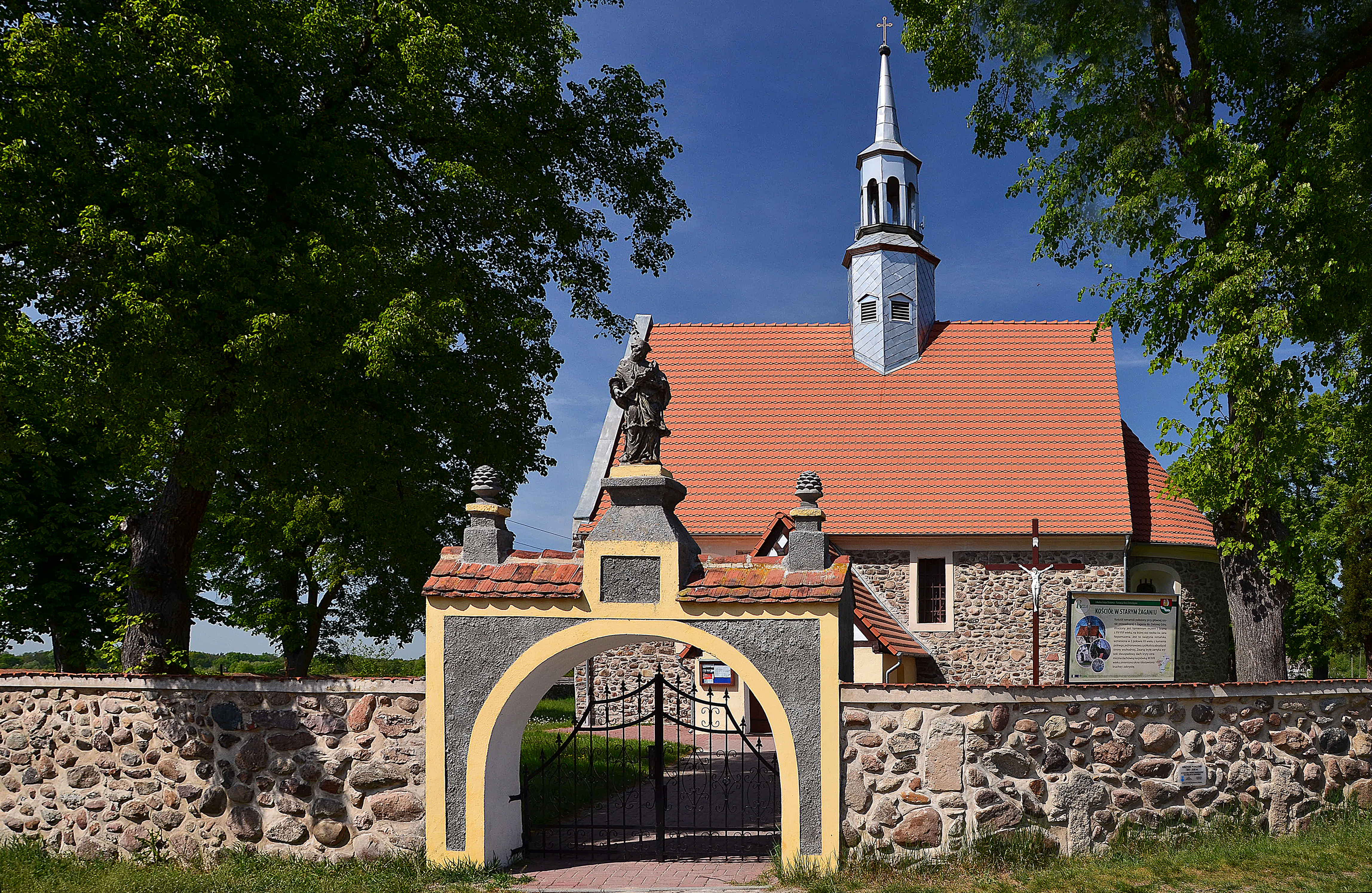
Kirche in Stary Żagań
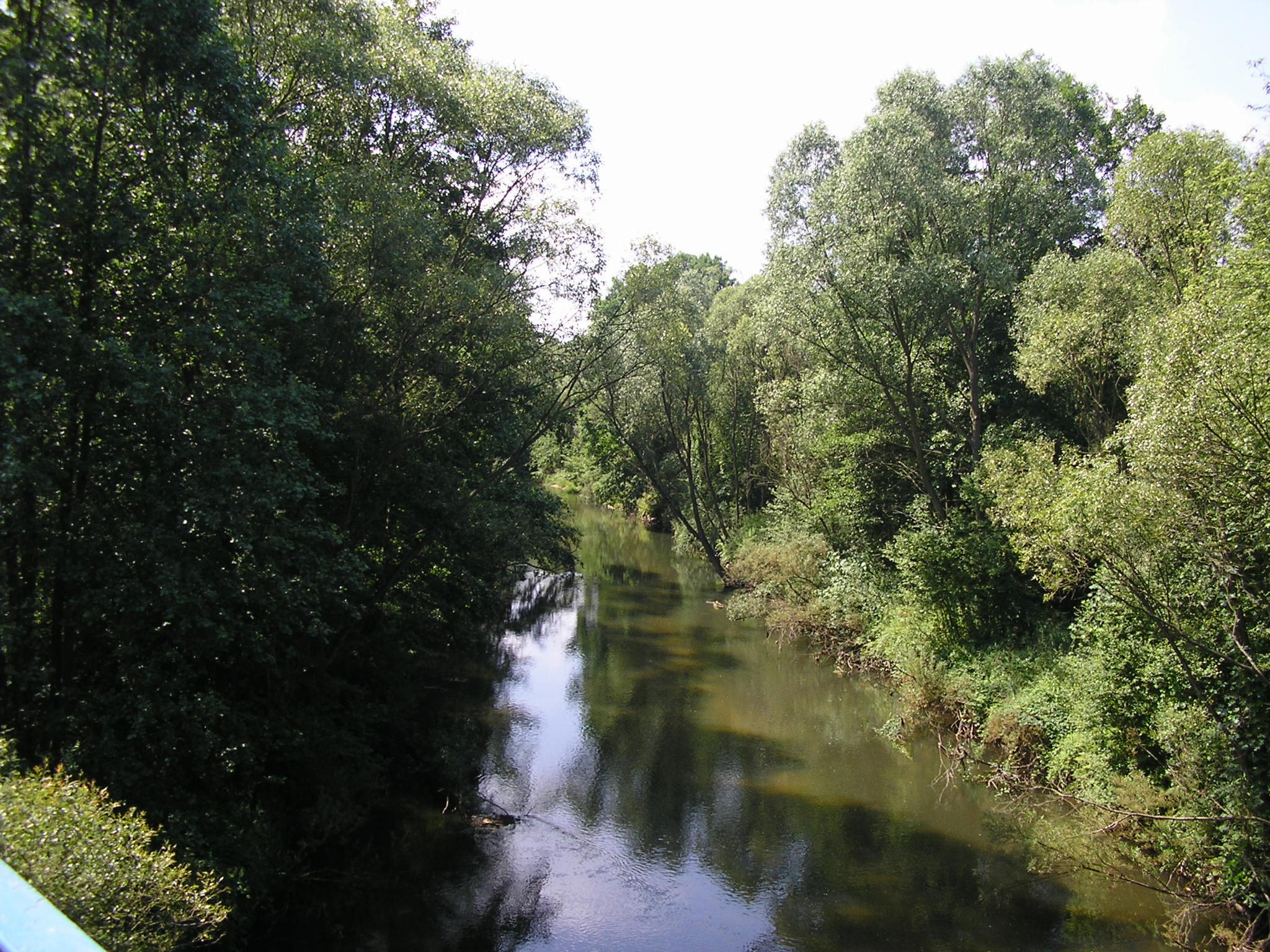
Der Queis bei Trzebów